# Flagi gmin w województwie podkarpackim
Flagi gmin w województwie podkarpackim – lista symboli gminnych w postaci flagi, obowiązujących w województwie podkarpackim.

Flaga województwa podkarpackiego

Zgodnie z definicją, flaga to płat tkaniny określonego kształtu, barwy i znaczenia, przymocowywany do drzewca lub masztu. Może on również zawierać herb lub godło danej jednostki administracyjnej. W Polsce jednostki terytorialne (rady gmin, miast i powiatów) mogą ustanawiać flagi zgodnie z „Ustawą z dnia 21 grudnia 1978 o odznakach i mundurach”.  W pierwotnej wersji pozwalała ona jednostkom terytorialnym jedynie na ustanawianie herbów. Mimo to wiele miast i gmin, w tym w województwie podkarpackim, podejmowało uchwały i używało flagi jako swojego symbolu. Dopiero „Ustawa z dnia 29 grudnia 1998 o zmianie niektórych ustaw w związku z wdrożeniem reformy ustrojowej państwa” oficjalnie potwierdziła prawo województw, powiatów i gmin do ustanawiania tego symbolu jednostki terytorialnej.
W 2025 w województwie podkarpackim swoją flagę miało 89 ze 160 gmin. Symbol ten, w 2000, ustanowiło samo województwo.

## Lista obowiązujących flag gminnych

### Powiat brzozowski
| Gmina                    | Wzór | Opis |
| ------------------------ | ---- | --- |
| Miasto i gmina Brzozów   |      | Flaga gminy została ustanowiona uchwałą nr XXIX/191/09 z 3 kwietnia 2009. Jest to prostokątny płat tkaniny o proporcjach 5:8, podzielony na dwie części: lewą niebieską, z godłem z herbu gminy oraz prawą, podzieloną na siedem równych poziomych pasów – cztery niebieskie i trzy białe. Symbolizują one miejscowości gminy. |
| Gmina Domaradz           |      | Flaga gminy, autorstwa Włodzimierza Chorązkiego, została ustanowiona uchwałą nr XL/279/2010 z 29 października 2010. Jest to prostokątny płat tkaniny o proporcjach 5:8, podzielony na trzy poziome pasy: dwa błękitne i żółty w stosunku 1:3:1. W jego centralnej części umieszczono herb gminy.                               |
| Gmina Dydnia             |      | Flaga gminy to prostokątny płat tkaniny o proporcjach 5:8 koloru żółtego, z czerwonym klinem w jego centralnej części. Na klinie umieszczono godło z herbu gminy. |
| Gmina Haczów             |      | Flaga gminy została ustanowiona uchwałą nr VI/43/07 z 23 kwietnia 2007. Jest to prostokątny płat tkaniny o proporcjach 5:8, podzielony na trzy kliny: dwa błękitne i biały. Z lewej strony płata umieszczono herb gminy. |
| Gmina Jasienica Rosielna |      | Flaga gminy, autorstwa Włodzimierza Chorązkiego, została ustanowiona uchwałą nr XXVIII/211/09 z 10 czerwca 2009. Jest to prostokątny płat tkaniny o proporcjach 5:8, podzielony na trzy pionowe pasy: dwa błękitne i biały w stosunku 1:4:1. W jego centralnej części umieszczono herb gminy.                                  |
| Gmina Nozdrzec           |      | Flaga gminy została ustanowiona uchwałą nr XXII/226/09 28 września 2009. Jest to prostokątny płat tkaniny o proporcjach 5:8 koloru czerwonego, z którego lewej strony płata umieszczono godło z herbu gminy. |

### Powiat dębicki
| Gmina         | Wzór | Opis |
| ------------- | ---- | --- |
| Miasto Dębica |      | Flaga miasta została ustanowiona uchwałą nr XXXVII/491/06 z 28 kwietnia 2006. Jest to prostokątny płat tkaniny o proporcjach 5:8 koloru czerwonego, w którego centralnej części umieszczono godło z herbu miasta.                                      |
| Gmina Dębica  |      | Flaga gminy została ustanowiona uchwałą nr XIV/210/04 z 28 kwietnia 2004. Jest to prostokątny płat tkaniny o proporcjach 5:8, podzielony na trzy pionowe pasy: dwa błękitne i biały w stosunku 1:2:1. W jego centralnej części umieszczono herb gminy. |

### Powiat jarosławski
| Gmina                   | Wzór | Opis |
| ----------------------- | ---- | --- |
| Gmina Chłopice          |      | Flaga gminy została ustanowiona uchwałą nr XXVI/203/2021 z 11 listopada 2021. Jest to prostokątny płat tkaniny o proporcjach 5:8 koloru czerwonego, w którego centralnej części umieszczono godło z herbu gminy.                                                                                             |
| Miasto Jarosław         |      | Obecna wersja flagi miasta została ustanowiona uchwałą nr 822/LXXI/2014 z 15 września 2014. Jest to prostokątny płat tkaniny o proporcjach 5:8, podzielony na dwa równe poziome pasy: czerwony i srebrny. |
| Gmina Jarosław          |      | Flaga gminy została ustanowiona uchwałą nr II/23/2008 z 18 kwietnia 2008. Jest to prostokątny płat tkaniny o proporcjach 5:8, podzielony na trzy pionowe pasy: dwa błękitne i biały w stosunku 1:3:1. W jego centralnej części umieszczono herb gminy.                                                       |
| Gmina Laszki            |      | Flaga gminy została ustanowiona po 1999. Jest to prostokątny płat tkaniny o proporcjach 5:8 koloru żółtego, w którego centralnej części umieszczono herb gminy. |
| Gmina Pawłosiów         |      | Flaga gminy, autorstwa Roberta Szydlika, została ustanowiona uchwałą nr XXXVI/191/2017 z 30 maja 2017. Jest to prostokątny płat tkaniny o proporcjach 5:8, podzielony na trzy pionowe pasy: dwa żółte i biały w stosunku 1:3:1. W jego centralnej części umieszczono herb gminy.                             |
| Miasto i gmina Pruchnik |      | Flaga gminy została ustanowiona uchwałą nr XXIII/137/2016 z 14 listopada 2016. Jest to prostokątny płat tkaniny o proporcjach 5:8 koloru czerwonego, w którego centralnej części umieszczono godło z herbu gminy.                                                                                            |
| Gmina Radymno           |      | Flaga gminy to prostokątny płat tkaniny o proporcjach 5:8, podzielony na trzy pionowe pasy: dwa czerwone i biały w stosunku 1:3:1. W jego centralnej części umieszczono herb gminy. |
| Gmina Roźwienica        |      | Flaga gminy to prostokątny płat tkaniny, podzielony na dwa równe poziome pasy: biały i czerwony. W centralnej części górnego płata umieszczono herb gminy. |
| Gmina Wiązownica        |      | Flaga gminy została ustanowiona uchwałą nr XXX/262/13 z 27 czerwca 2013. Jest to prostokątny płat tkaniny o proporcjach 5:8, podzielony na trzy równe poziome pasy: dwa czerwone i żółty. W jego centralnej części umieszczono sześć żółtych liści wiązu, połączonych ogonkami liściowymi z środkowym pasem. |

### Powiat jasielski
| Gmina                    | Wzór | Opis |
| ------------------------ | ---- | --- |
| Gmina Dębowiec           |      | Flaga gminy, autorstwa Kamila Wójcikowskiego i Roberta Fidury, została ustanowiona uchwałą nr LXIII/503/2023 z 11 listopada 2023. Jest to prostokątny płat tkaniny o proporcjach 5:8 koloru błękitnego, w którego centralnej części umieszczono godło z herbu gminy. |
| Miasto Jasło             |      | Flaga miasta to prostokątny płat tkaniny o proporcjach 5:8, podzielony na dwa poziome pasy: czerwony i żółty w stosunku 3:1. W centralnej części górnego płata umieszczono herb miasta.                                                                              |
| Gmina Jasło              |      | Flaga gminy została ustanowiona uchwałą nr III/10/2002 z 11 grudnia 2002. Jest to prostokątny płat tkaniny, podzielony na dwie równe pionowe części: lewą błękitną, z godłem z herbu gminy i prawą żółtą.                                                            |
| Miasto i gmina Kołaczyce |      | Flaga gminy, autorstwa Kamila Wójcikowskiego i Roberta Fidury, została ustanowiona uchwałą nr XIV/76/2025 z 26 lutego 2025. Jest to prostokątny płat tkaniny o proporcjach 5:8 koloru błękitnego, w którego centralnej części umieszczono godło z herbu gminy.       |
| Gmina Osiek Jasielski    |      | Flaga gminy została ustanowiona uchwałą nr XXIII/126/2016 z 16 października 2016. Jest to prostokątny płat tkaniny o proporcjach 5:8, podzielony na pięć równych poziomych pasów: czerwony, biały, żółty, biały i czerwony.                                          |
| Gmina Skołyszyn          |      | Flaga gminy została ustanowiona uchwałą nr XXIX/216/09 z 18 listopada 2009. Jest to prostokątny płat tkaniny o proporcjach 5:8, podzielony na trzy poziome pasy: dwa czerwone i biały w stosunku 1:3:1. W jego centralnej części umieszczono herb gminy.             |
| Gmina Tarnowiec          |      | Flaga gminy została ustanowiona uchwałą nr IV/16/2007 z 29 stycznia 2007. Jest to prostokątny płat tkaniny o proporcjach 5:8, podzielony na trzy poziome pasy: błękitny, biały i zielony w stosunku 1:3:1. W jego centralnej części umieszczono herb gminy.          |

### Powiat kolbuszowski
| Gmina                     | Wzór | Opis |
| ------------------------- | ---- | --- |
| Gmina Cmolas              |      | Flaga gminy została ustanowiona uchwałą nr III/19/06 z 28 grudnia 2006. Jest to prostokątny płat tkaniny o proporcjach 5:8 podzielony na trzy poziome pasy: dwa czerwone i żółty w stosunku 1:3:1. W jego centralnej części umieszczono herb gminy.                                                               |
| Miasto i gmina Kolbuszowa |      | Flaga gminy to prostokątny płat o proporcjach 5:8, podzielony na dwa równe poziome pasy: biały i błękitny. W centralnej części górnego pasa umieszczono herb gminy. |
| Gmina Niwiska             |      | Flaga gminy, autorstwa Roberta Szydlika, została ustanowiona uchwałą nr VIII/59/2011 z 13 czerwca 2011. Jest to prostokątny płat tkaniny o proporcjach 5:8, podzielony na pięć poziomych pasów: złoty, czerwony, srebrny, czerwony i złoty w stosunku 2:1:2:1:2. W jego centralnej części umieszczono herb gminy. |

### Miasto Krosno
| Wzór | Opis |
| ---- | --- |
|      | Flaga miasta, autorstwa Ewy Mańkowskiej, to prostokątny płat tkaniny o proporcjach 3:8, podzielony na cztery równe poziome pasy: złoty, srebrny, czerwony i błękitny. W jego centralnej części umieszczono herb miasta. |

### Powiat krośnieński
| Gmina                   | Wzór | Opis |
| ----------------------- | ---- | --- |
| Gmina Chorkówka         |      | Flaga gminy, autorstwa dr Jerzego Michty, została ustanowiona uchwałą nr XLI/330/2021 z 28 września 2021. Jest to prostokątny płat tkaniny o proporcjach 5:8, podzielony na trzy pionowe pasy: dwa czerwone i biały w stosunku 1:2:1. W jego centralnej części umieszczono herb gminy.                            |
| Miasto i gmina Dukla    |      | Flaga gminy to prostokątny płat tkaniny, podzielony na trzy poziome pasy: biały, żółty i czarny. |
| Gmina Jaśliska          |      | Flaga gminy została ustanowiona uchwałą nr XVII/96/15 z 29 grudnia 2015, zmodyfikowana (zmieniono kolor zielony na błękitny) uchwałą nr XXIII/129/16 z 30 czerwca 2016. Jest to prostokątny płat tkaniny o proporcjach 5:8, podzielony na dwa równe pionowe pasy: lewy żółty, z herbem gminy oraz prawy błękitny. |
| Gmina Korczyna          |      | Flaga gminy to prostokątny płat tkaniny, podzielony na dwa równe poziome pasy: błękitny i czarny. |
| Gmina Krościenko Wyżne  |      | Flaga gminy to prostokątny płat tkaniny, podzielony na trzy równe poziome pasy: biały, żółty i błękitny. |
| Miasto i gmina Jedlicze |      | Flaga gminy, autorstwa Kamila Wójcikowskiego i Roberta Fidury, została ustanowiona uchwałą nr LXXIV/484/2014 z 14 sierpnia 2014. Jest to prostokątny płat tkaniny o proporcjach 5:8 koloru zielonego, z żółtym klinem w jego centralnej części. Na klinie umieszczono godło z herbu gminy.                        |
| Gmina Miejsce Piastowe  |      | Flaga gminy została ustanowiona uchwałą nr XXV/211/94 z 25 maja 1994. Jest to prostokątny płat tkaniny o proporcjach 5:8, podzielony na trzy równe poziome pasy: złoty, błękitny i czerwony. |
| Gmina Wojaszówka        |      | Flaga gminy została ustanowiona uchwałą nr III/19/2002 z 30 grudnia 2002. Jest to prostokątny płat tkaniny, podzielony na trzy pionowe pasy: dwa niebieskie i białe w stosunku 1:2:1. W jego centralnej części umieszczono herb gminy.                                                                            |

### Powiat leżajski
| Gmina                       | Wzór | Opis |
| --------------------------- | ---- | --- |
| Miasto Leżajsk              |      | Flaga miasta to prostokątny płat tkaniny koloru niebieskiego, w którego centralnej części umieszczono herb miasta, pod nim czerwoną szarfę ze srebrnym napisem „Leżajsk” i złote cyfry „1397” (rok założenia miasta).                                   |
| Gmina Leżajsk               |      | Flaga gminy została ustanowiona uchwałą nr XIX/170/2000 z 29 września 2000. Jest to prostokątny płat tkaniny o proporcjach 5:8, podzielony na trzy poziome pasy: dwa żółte i zielony w stosunku 1:3:1. W jego centralnej części umieszczono herb gminy. |
| Miasto i gmina Nowa Sarzyna |      | Flaga gminy została ustanowiona uchwałą nr XXXIX/251/08 z 30 grudnia 2008. Jest to prostokątny płat tkaniny o proporcjach 5:8, podzielony na trzy poziome pasy: dwa błękitne i biały w stosunku 1:3:1. W jego centralnej części umieszczono herb gminy. |

### Powiat leski
| Gmina           | Wzór | Opis |
| --------------- | ---- | --- |
| Gmina Olszanica |      | Flaga gminy została ustanowiona uchwałą nr XXI/161/2005 z dnia 29 czerwca 2005. Jest to prostokątny płat tkaniny o proporcjach 5:8, podzielony na dwa poziome pasy: żółty i czerwony w stosunku 2:1. Z lewej strony płata umieszczono herb gminy. |

### Powiat lubaczowski
| Gmina                    | Wzór | Opis |
| ------------------------ | ---- | --- |
| Miasto i gmina Cieszanów |      | Flaga gminy to prostokątny płat tkaniny o proporcjach 5:8, podzielony na trzy poziome pasy: błękitny, biały i czerwony w stosunku 1:3:1.                                                                                              |
| Miasto Lubaczów          |      | Flaga miasta została ustanowiona uchwałą nr 100/X/2007 z 4 lipca 2007. Jest to prostokątny płat tkaniny o proporcjach 5:8, podzielony na dwa równe poziome pasy: złoty i czerwony. W lewym górnym rogu płata umieszczono herb miasta. |
| Gmina Lubaczów           |      | Flaga gminy została ustanowiona uchwałą nr XLIII/424/2010 z 30 marca 2010. Jest to prostokątny płat tkaniny o proporcjach 5:8, podzielony na pięć poziomych pasów: trzy czerwone i dwa złote w stosunku 0,6:0,6:2,6:0,6:0,6.          |

### Powiat łańcucki
| Gmina         | Wzór | Opis |
| ------------- | ---- | --- |
| Miasto Łańcut |      | Flaga miasta nawiązuje do jego herbu. |
| Gmina Markowa |      | Flaga gminy, autorstwa Kamila Wójcikowskiego i Roberta Fidury, została ustanowiona uchwałą nr XIV/59/15 z 9 listopada 2015. Jest to prostokątny płat tkaniny o proporcjach 5:8, podzielony na pięć poziomych pasów: żółty, błękitny, biały, błękitny i żółty w stosunku 3:3:28:3:3. W jego centralnej części umieszczono herb gminy. |
| Gmina Żołynia |      | Flaga gminy, autorstwa Waldemara Natońskiego, została ustanowiona 29 czerwca 1999. Jest to prostokątny płat tkaniny o proporcjach 5:8, podzielony na trzy równe poziome pasy: zielony, biały i czerwony, przedzielone żółtymi pasemkami. W jego centralnej części umieszczono herb gminy.                                            |

### Powiat mielecki
| Gmina              | Wzór | Opis |
| ------------------ | ---- | --- |
| Gmina Gawłuszowice |      | Flaga gminy została ustanowiona uchwałą nr XXXVI/174/2022 z 4 marca 2022. Jest to prostokątny płat tkaniny o proporcjach 5:8, podzielony na dwa równe pionowe pasy: lewy biały, z herbem gminy oraz prawy błękitny. |
| Miasto Mielec      |      | Flaga miasta, autorstwa Mirosława Maciągi, została ustanowiona uchwałą nr XVII/103/91 z 11 września 1991. Jest to prostokątny płat tkaniny o proporcjach 3:5, podzielony na trzy równe poziome pasy: żółty, niebieski i czerwony. W jego centralnej części umieszczono żółtą uncjalną literę „M”, pochodzącą z herbu miasta. |

### Powiat niżański
| Gmina                | Wzór | Opis |
| -------------------- | ---- | --- |
| Gmina Harasiuki      |      | Flaga gminy została ustanowiona uchwałą nr XXX/185/2002 z 9 października 2002. Jest to prostokątny płat tkaniny o proporcjach 5:8, podzielony na trzy poziome pasy: dwa zielone i żółty w stosunku 1:3:1. W jego centralnej części umieszczono herb gminy.                                                                                                   |
| Gmina Jarocin        |      | Flaga gminy to prostokątny płat tkaniny o proporcjach 5:8, podzielony na dwa równe poziome pasy: żółty i czerwony. W jego centralnej części umieszczono herb gminy. |
| Gmina Jeżowe         |      | Flaga gminy została ustanowiona uchwałą nr XXVII/146/05 z 23 maja 2005 roku. Jest to prostokątny płat tkaniny o proporcjach 5:8, podzielony na trzy pionowe pasy: dwa błękitne i żółty. W jego centralnej części umieszczono herb gminy. |
| Miasto i gmina Nisko |      | Flaga gminy została ustanowiona uchwałą nr XXVIIII/277/93 z 18 listopada 1993. Jest to prostokątny płat tkaniny, podzielony od lewej do prawej strony błękitnym pasem w kształcie litery „S” na dwie części: lewą górną, podzieloną na czerwone i białe pasy oraz prawą dolną jasnozieloną, z wizerunkiem ciemnozielonej sosny. Są to symbole z herbu gminy. |

### Miasto Przemyśl
| Wzór | Opis |
| ---- | --- |
|      | Flaga miasta została ustanowiona uchwałą nr 71/2005 z 23 marca 2005. Jest to prostokątny płat tkaniny o proporcjach 2:3 koloru błękitnego, w którego centralnej części umieszczono godło z herbu miasta. |

### Powiat przemyski
| Gmina           | Wzór | Opis |
| --------------- | ---- | --- |
| Gmina Krasiczyn |      | Flaga gminy to prostokątny płat tkaniny o proporcjach 3:5 koloru czerwonego, z białym pasem biegnącym z lewa w skos.                                                                                          |
| Gmina Medyka    |      | Flaga gminy została ustanowiona uchwałą nr XXXIX/247/13 z 18 grudnia 2013. Jest to prostokątny płat tkaniny o proporcjach 5:8 koloru zielonego, w którego centralnej części umieszczono godło z herbu gminy.  |
| Gmina Żurawica  |      | Flaga gminy została ustanowiona uchwałą nr XXXIX/247/13 z 18 grudnia 2013. Jest to prostokątny płat tkaniny o proporcjach 5:8 koloru błękitnego, w którego centralnej części umieszczono godło z herbu gminy. |

### Powiat przeworski
| Gmina                          | Wzór | Opis |
| ------------------------------ | ---- | --- |
| Gmina Gać                      |      | Flaga gminy, autorstwa Kamila Wójcikowskiego i Roberta Fidury, została ustanowiona uchwałą nr XL/250/2013 z 16 grudnia 2013. Jest to prostokątny płat tkaniny o proporcjach 5:8, podzielony na trzy poziome pasy: dwa błękitny i żółty w stosunku 6:1:1. W lewym górnym rogu płata umieszczono godło z herbu gminy. |
| Miasto i gmina Jawornik Polski |      | Flaga gminy to prostokątny płat tkaniny, podzielony na dwa równe poziome pasy: zielony i żółty. W jego centralnej części umieszczono herb gminy. |
| Miasto Przeworsk               |      | Flaga miasta została ustanowiona uchwałą nr LVIII/423/14 z 29 października 2014. Jest to prostokątny płat tkaniny, podzielony na dwa równe poziome pasy: biały i niebieski. |
| Gmina Przeworsk                |      | Flaga gminy została ustanowiona uchwałą nr XXXVII/290/2022 z 31 maja 2022. Jest to prostokątny płat tkaniny o proporcjach 5:8 koloru błękitnego, z którego lewej strony płata umieszczono godło z herbu gminy. |
| Gmina Tryńcza                  |      | Flaga gminy została ustanowiona uchwałą nr XXXV/327/10 z 29 kwietnia 2010. Jest to prostokątny płat tkaniny o proporcjach 5:8, podzielony na pięć równych pionowych pasów: trzy niebieskie i dwa białe. W jego centralnej części umieszczono herb gminy.                                                            |
| Gmina Zarzecze                 |      | Flaga gminy, autorstwa Włodzimierza Chorązkiego, została ustanowiona uchwałą nr XXVIII/216/2009 z 28 października 2009. Jest to prostokątny płat tkaniny o proporcjach 5:8, podzielony na trzy poziome pasy: dwa białe i zielony w stosunku 2:1:1. W lewym górnym rogu płata umieszczono herb gminy.                |

### Powiat ropczycko-sędziszowski
| Gmina        | Wzór | Opis |
| ------------ | ---- | --- |
| Gmina Ostrów |      | Flaga gminy, autorstwa Roberta Szydlika, została ustanowiona uchwałą nr V/16/15 z 26 lutego 2015. Jest to prostokątny płat tkaniny o proporcjach 5:8, podzielony na trzy poziome pasy: biały, zielony i żółty w stosunku 2:1:2. W jego centralnej części umieszczono herb gminy. |

### Miasto Rzeszów
| Wzór | Opis |
| ---- | --- |
|      | Flaga miasta to prostokątny płat tkaniny koloru błękitnego, w którego centralnej części umieszczono godło z herbu miasta. |

### Powiat rzeszowski
| Gmina                            | Wzór | Opis |
| -------------------------------- | ---- | --- |
| Miasto i gmina Boguchwała        |      | Flaga gminy została ustanowiona uchwałą nr VI/52/2011 z 17 marca 2011. Jest to prostokątny płat tkaniny o proporcjach 5:8, podzielony na trzy poziome pasy: dwa białe i czerwony w stosunku 1:2:1. Z lewej strony płata umieszczono godło z herbu gminy.                                       |
| Gmina Dynów                      |      | Flaga gminy, autorstwa Kamila Wójcikowskiego i Roberta Fidury, została ustanowiona uchwałą nr VI(36) 2019 z 5 czerwca 2019. Jest to prostokątny płat tkaniny o proporcjach 5:8 koloru czerwonego, w którego centralnej części umieszczono godło z herbu gminy, a pod nim białą linię falistą.  |
| Miasto i gmina Głogów Małopolski |      | Flaga gminy została ustanowiona uchwałą nr X/119/2019 z 25 kwietnia 2019. Jest to prostokątny płat tkaniny o proporcjach 5:8 koloru błękitnego, w którego centralnej części umieszczono godło z herbu gminy.                                                                                   |
| Gmina Hyżne                      |      | Flaga gminy to prostokątny płat tkaniny o proporcjach 5:8, podzielony na trzy poziome pasy: żółty, czarny i błękitny w stosunku 3:1:1. W lewym górnym rogu płata umieszczono herb gminy. |
| Gmina Kamień                     |      | Flaga gminy została ustanowiona uchwałą nr XIX/121/08 z 21 listopada 2008. Jest to prostokątny płat tkaniny o proporcjach 5:8, podzielony na trzy poziome pasy: dwa czerwone i żółty w stosunku 1:3:1. W jego centralnej części umieszczono herb gminy.                                        |
| Gmina Krasne                     |      | Flaga gminy, autorstwa Włodzimierza Chorązkiego, została ustanowiona uchwałą nr XLII/402/2006 z 22 września 2006. Jest to prostokątny płat tkaniny o proporcjach 5:8, podzielony na trzy pionowe pasy: dwa białe i czerwony w stosunku 1:3:1. W jego centralnej części umieszczono herb gminy. |
| Gmina Świlcza                    |      | Flaga gminy, autorstwa Kamila Wójcikowskiego i Roberta Fidury, została ustanowiona uchwałą nr LXXVI/606/2024 z 11 marca 2024. Jest to prostokątny płat tkaniny o proporcjach 5:8 koloru czerwonego, z którego lewej strony płata umieszczono godło z herbu gminy.                              |
| Gmina Trzebownisko               |      | Flaga gminy została ustanowiona 7 lipca 2000. Jest to prostokątny płat tkaniny o proporcjach 5:8 koloru żółtego, z ciemniejszą ramką wokół płata. W jego centralnej części umieszczono herb gminy.                                                                                             |
| Miasto i gmina Tyczyn            |      | Flaga gminy została ustanowiona uchwałą nr LIV/386/10 z 10 listopada 2010. Jest to prostokątny płat tkaniny o proporcjach 5:8, podzielony na trzy pionowe pasy: błękitny, biały i czerwony w stosunku 2:1:1. Z lewej strony płata umieszczono godło z herbu gminy.                             |

### Powiat sanocki
| Gmina                | Wzór | Opis |
| -------------------- | ---- | --- |
| Gmina Bukowsko       |      | Flaga gminy, autorstwa Kamila Wójcikowskiego i Roberta Fidury, została ustanowiona uchwałą nr XXIX/257/2021 z 15 marca 2021. Jest to prostokątny płat tkaniny o proporcjach 5:8, podzielony na trzy pionowe pasy: dwa białe i czerwony w stosunku 3:10:3 W jego centralnej części umieszczono godło z herbu gminy. |
| Gmina Komańcza       |      | Flaga gminy została ustanowiona uchwałą nr XXXIII/268/2021 z 28 lipca 2021. Jest to prostokątny płat tkaniny o proporcjach 5:8 koloru błękitnego, w którego centralnej części umieszczono godło z herbu gminy. |
| Miasto Sanok         |      | Flaga miasta to prostokątny płat tkaniny, podzielony na trzy równe poziome pasy: czerwony, biały i błękitny. W jego centralnej części umieszczono herb miasta. |
| Gmina Sanok          |      | Flaga gminy została ustanowiona uchwałą nr XXVII/210/2008 z 29 października 2008. Jest to prostokątny płat tkaniny o proporcjach 5:8, podzielony w szachownicę na cztery części: białą (kanton), niebieską, czerwoną i żółtą. W jego centralnej części może znajdować się herb gminy.                              |
| Gmina Tyrawa Wołoska |      | Flaga gminy została ustanowiona uchwałą nr XXI/110/2020 z 17 sierpnia 2020. Jest to prostokątny płat tkaniny o proporcjach 5:8 koloru czerwonego, w którego centralnej części umieszczono godło z herbu gminy. |
| Gmina Zarszyn        |      | Flaga gminy, autorstwa Kamila Wójcikowskiego i Roberta Fidury, została ustanowiona uchwałą nr XXXV/318/2013 z 18 grudnia 2013. Jest to prostokątny płat tkaniny o proporcjach 5:8 koloru błękitnego, z którego lewej strony płata umieszczono godło z herbu gminy.                                                 |

### Powiat stalowowolski
| Gmina               | Wzór | Opis |
| ------------------- | ---- | --- |
| Gmina Bojanów       |      | Flaga gminy została ustanowiona uchwałą nr XXVIII/194/09 z 31 lipca 2009. Jest to prostokątny płat tkaniny o proporcjach 5:8 koloru czerwonego, w którego centralnej części umieszczono godło z herbu gminy.                    |
| Gmina Pysznica      |      | Flaga gminy to prostokątny płat tkaniny o proporcjach 5:8, podzielony na trzy poziome pasy: czerwony, biały i zielony w stosunku 1:3:1. W jego centralnej części umieszczono herb gminy.                                        |
| Miasto Stalowa Wola |      | Flaga miasta została ustanowiona uchwałą nr XXX/564/01 z 29 czerwca 2001. Jest to prostokątny płat tkaniny, podzielony na trzy równe pionowe pasy: czerwony, żółty i zielony. W jego centralnej części umieszczono herb miasta. |
| Gmina Zaleszany     |      | Flaga gminy została ustanowiona uchwałą nr Vll/88/2007 z 21 sierpnia 2007. Jest to prostokątny płat tkaniny o proporcjach 5:8 koloru błękitnego, z którego lewej strony płata umieszczono godło z herbu gminy.                  |

### Powiat strzyżowski
| Gmina          | Wzór | Opis |
| -------------- | ---- | --- |
| Gmina Czudec   |      | Flaga gminy to prostokątny płat tkaniny o proporcjach 5:8, podzielony na dwie części: lewą czerwoną, z godłem z herbu gminy oraz prawą, podzieloną na trzy równe poziome pasy: dwa białe i czerwony.                                                             |
| Gmina Frysztak |      | Flaga gminy została ustanowiona uchwałą nr XXV/143/2008 z 30 czerwca 2008. Jest to prostokątny płat tkaniny o proporcjach 5:8, podzielony na trzy pionowe pasy: dwa żółte i czerwony w stosunku 1:2:1. W jego centralnej części umieszczono godło z herbu gminy. |
| Gmina Wiśniowa |      | Flaga gminy to prostokątny płat tkaniny, podzielony z prawa w skos na dwie równe części: lewą białą, z herbem gminy i prawą czerwoną. |

### Miasto Tarnobrzeg
| Wzór | Opis |
| ---- | --- |
|      | Flaga miasta została ustanowiona 26 czerwca 1996. Jest to prostokątny płat tkaniny, podzielony na dwa poziome pasy: błękitny i żółty w stosunku 3:1. Z lewej strony górnego pasa umieszczono godło z herbu miasta. |

### Powiat tarnobrzeski
| Gmina         | Wzór | Opis |
| ------------- | ---- | --- |
| Gmina Gorzyce |      | Flaga gminy została ustanowiona uchwałą nr XXIX/187/08 z 12 listopada 2008. Jest to prostokąty płat tkaniny o proporcjach 5:8, podzielony na dwa poziome pasy: żółty i błękitny w stosunku 3:1. W lewym górnym rogu płata umieszczono herb gminy. |
| Gmina Grębów  |      | Flaga została ustanowiona uchwałą nr XXIII/187/09 z 28 kwietnia 2009. Jest to prostokątny płat tkaniny o proporcjach 5:8, podzielony na dwa równe pionowe pasy: lewy czerwony, z godłem z herbu gminy oraz prawy żółty.                           |